# Miriam Rodríguez Martínez
Miriam Rodríguez Martínez, född 5 februari 1960, död 10 maj 2017 i San Fernando, Tamaulipas, Mexiko, var en mexikansk människorättsaktivist. 2012 kidnappades och mördades hennes dotter, vilket fick henne engagerad i kampen mot våld och kidnappningar i Mexiko. Rodríguez Martínez dödades av militanter som bröt sig in i hennes hem 10 maj 2017.

## Biografi
Miriam Elizabeth Rodríguez Martínez bodde i San Fernando i den mexikanska delstaten Tamaulipas. Hon dödades 10 maj 2017, dagen då Mexiko firar Mors dag. Hon skadades allvarligt och dog på vägen till sjukhuset. Tamaulipas är en av Mexikos mest våldsamma delstater. Enligt regeringens statistik har Tamaulipas Mexikos största antal försvunna människor.
Rodríguez Martínez dotter, Karen Alejandra Salinas Rodríguez, försvann 2012. 2014 fann hon sin dotters kropp i en okänd grav. Hon hade då sökt i nästan två år. Därefter berättade hon myndigheterna om mordet på sin dotter. Några av de män som arresterades för hennes dotters kidnappning och mord har rymt fängelset efter deras arrestering. Martínez Rodríguez sa i intervjuer att hon fick dödshot från kriminella organisationer och att lokala myndigheter inte skyddade henne. I samband med att hon letade efter sin dotter gjorde hon ansträngningar för att hjälpa andra föräldrar vars barn hade försvunnit, och som en del av det arbetet grundade hon organisationen Colectivo de Desaparecidos (De försvunnas gemenskap). 
10 maj 2017 bröt sig en grupp militanter in i Rodríguez Martínez hem och dödade henne. Hon sköts 12 gånger och dog omedelbart. 
För att visa sin solidaritet uttryckte flera organisationer, både i och utanför Mexiko, kondoleanser och protester där man uppmanade de mexikanska och amerikanska regeringarna att säkerställa skyddet för de mänskliga rättigheterna.